# Boana beckeri
Boana beckeri é uma espécie de anfíbio da família Hylidae. Endêmica do Brasil, onde pode ser encontrada nos municípios de Poços de Caldas, São Tomé das Letras e Pedralva, no estado de Minas Gerais.